# ساغر (هند)
شهر ساغر (به انگلیسی: Sagar) با جمعیت ۲۲۱٬۹۸۷ نفر (در سال ۲۰۰۱) در ایالت مادایا پرادش در کشور هند واقع شده‌است.